# RENFE 350 sorozat
A RENFE 350 sorozat egy spanyol széles nyomtávolságú dízelmozdonysorozat. Összesen 4 db-ot gyártott a American Car and Foundry Company a RENFE részére.

## Története
A mozdonyok 1950-től kezdve a Madrid és Hendaye között közlekedő, vörös bélésű, ezüstszínű Talgo II kocsikkal közlekedtek. 1972-ben a Madrid és Palencia között közlekedő vonatokkal fejezték be a személyszállítási szolgálatukat.
A 350-003-as hátsó része a későbbi Talgo III-as festésben 1972-76 között közlekedett.
Amikor a Talgo II kocsikat kivonták a forgalomból, a mozdonyokat két párba állították, és a Miranda de Ebro-Bilbao-vasútvonalon Madrid és Bilbao közötti Talgo III-as járatokon közlekedtek 1976-ig, amikor ezt a szolgáltatást a RENFE 269 sorozatú mozdonyok vették át.
A négy mozdonyból kettőt selejteztek, kettő pedig múzeumba került.

## Járműlista
Mint minden Talgo mozdonysorozatnál, a RENFE 350 sorozat' tagjai is neveket kaptak:
| RENFE pályaszám | Név                  | Állapot                                                                     |
| --------------- | -------------------- | --------------------------------------------------------------------------- |
| 350-001         | Virgen del Pilar     | Selejtezve                                                                  |
| 354-002         | Virgen de Aránzazu   | Megőrizve, megtekinthető a Museo del Ferrocarril de Madrid vasúti múzeumban |
| 354-003         | Virgen de Begoña     | Megőrizve, megtekinthető a Katalán vasúti múzeumban (Barcelona közelében)   |
| 354-004         | Virgen de Montserrat | Selejtezve                                                                  |